# Arteria laríngea superior
La arteria laríngea superior es una arteria que se origina en la arteria tiroidea superior. Su única rama es la arteria cricotiroidea.

## Distribución
Se distribuye hacia la laringe.